# Olidiana huoshanensis
Olidiana huoshanensis är en insektsart som beskrevs av Zhang 1994. Olidiana huoshanensis ingår i släktet Olidiana och familjen dvärgstritar. Inga underarter finns listade i Catalogue of Life.